# Marcin Horecki
Marcin Krzysztof Horecki (* 8. Februar 1977) ist ein professioneller polnischer Pokerspieler. Er gewann 2023 ein Bracelet bei der World Series of Poker

## Persönliches
Horecki stammt aus Warschau. Er war Mitglied der alpinen Ski-Nationalmannschaft Polens und gewann sowohl als Jugendlicher als auch als Erwachsener mehrere Medaillen. Nachdem er seine sportliche Laufbahn aufgrund einer Verletzung hatte beenden müssen, absolvierte er ein Bachelor- und Magister-Studium und arbeitete anschließend in der Finanzbranche. Gleichzeitig begann er mit dem Sammelkartenspiel Magic: The Gathering, das ihn letztlich zum Poker brachte.

## Pokerkarriere
Horecki begann unter dem Nickname Goral auf der Onlineplattform PokerStars zu spielen und war bis Jahresende 2017 Teil des Team PokerStars.
Seine erste Geldplatzierung bei einem Live-Turnier erzielte Horecki Mitte September 2006 bei der European Poker Tour (EPT) in Barcelona. Bei den Austrian Masters in Wien gewann er im Juni 2007 sein erstes Live-Turnier und erhielt den Hauptpreis von über 20.000 Euro. Im Juni 2008 war der Pole erstmals bei der World Series of Poker im Rio All-Suite Hotel and Casino am Las Vegas Strip erfolgreich und kam bei einem Turnier der Variante No Limit Hold’em ins Geld. Anfang Oktober 2008 belegte er beim EPT-Main-Event in London den dritten Platz und sicherte sich sein bislang höchstes Preisgeld von mehr als 300.000 Pfund. Diesen Erfolg wiederholte er im Dezember 2010, als er das EPT-Main-Event in Prag ebenfalls als Dritter beendete und dafür 247.000 Euro erhielt. Anschließend blieben für längere Zeit größere Turniererfolge aus. Bei der mittlerweile im Horseshoe Las Vegas und Paris Las Vegas ausgespielten WSOP 2023 entschied Horecki ein Turnier in Seven Card Stud Hi-Lo für sich und wurde mit einem Bracelet sowie über 150.000 US-Dollar prämiert.
Insgesamt hat sich Horecki mit Poker bei Live-Turnieren mehr als 1,5 Millionen US-Dollar erspielt.